# Международная ассоциация филателистических экспертов
Международная ассоциация филателистических экспертов (АИЕП, от фр. Association internationale des experts en philatélie — AIEP) — учреждённое в 1954 году некоммерческое добровольное объединение филателистических экспертов из разных государств мира.

## История и описание

В 1998—2005 годах президентом АИЕП был В. Гельригль (1941—2010)

Международная ассоциация филателистических экспертов была создана 10 октября 1954 года несколькими филателистическими экспертами, в число которых входили итальянцы Джулио Болаффи, Марио, Альберто и Энцо Диена.
Ассоциация ставит своей целью защиту от подделки и фальсификации филателистических материалов путём обмена информацией и международного сотрудничества между филателистическими экспертами.
В Ассоциацию принимаются признанные профессиональные эксперты, эксперты, рекомендованные национальными объединениями филателистов, а также имеющие обширные материалы исследователи-филателисты.
В правление АИЕП входят президент, вице-президент, директор и четыре советника, избираемые на ежегодной ассамблее.
Первым президентом АИЕП был австриец Фердинанд Уоллер (Ferdinand Waller).
В 2004 году в АИЕП состояли 117 экспертов из 36 стран. В последние годы Ассоциация преследовала политику расширения, позволяя регистрировать в качестве филиалов также национальные ассоциации экспертов. Цель этой инициативы заключается в повышении общего уровня филателистической экспертизы.